# ديفيد ستراسمان
ديفيد ستراسمان (بالإنجليزية: David Strassman)‏ هو محرك دمى وفنان الشارع وممثل أمريكي، ولد في 6 سبتمبر 1957 في لوس أنجلوس في الولايات المتحدة.

## وصلات خارجية
- ديفيد ستراسمان على موقع IMDb (الإنجليزية)
- ديفيد ستراسمان على موقع ميوزك برينز (الإنجليزية)
- ديفيد ستراسمان على موقع قاعدة بيانات الفيلم (الإنجليزية)